# Olympia (Paryż)
Olympia (fr. L'Olympia, wymowa: ɔlɛ̃pja) – sala koncertowa w Paryżu, położona przy Boulevard des Capucines 28 w 9. dzielnicy.

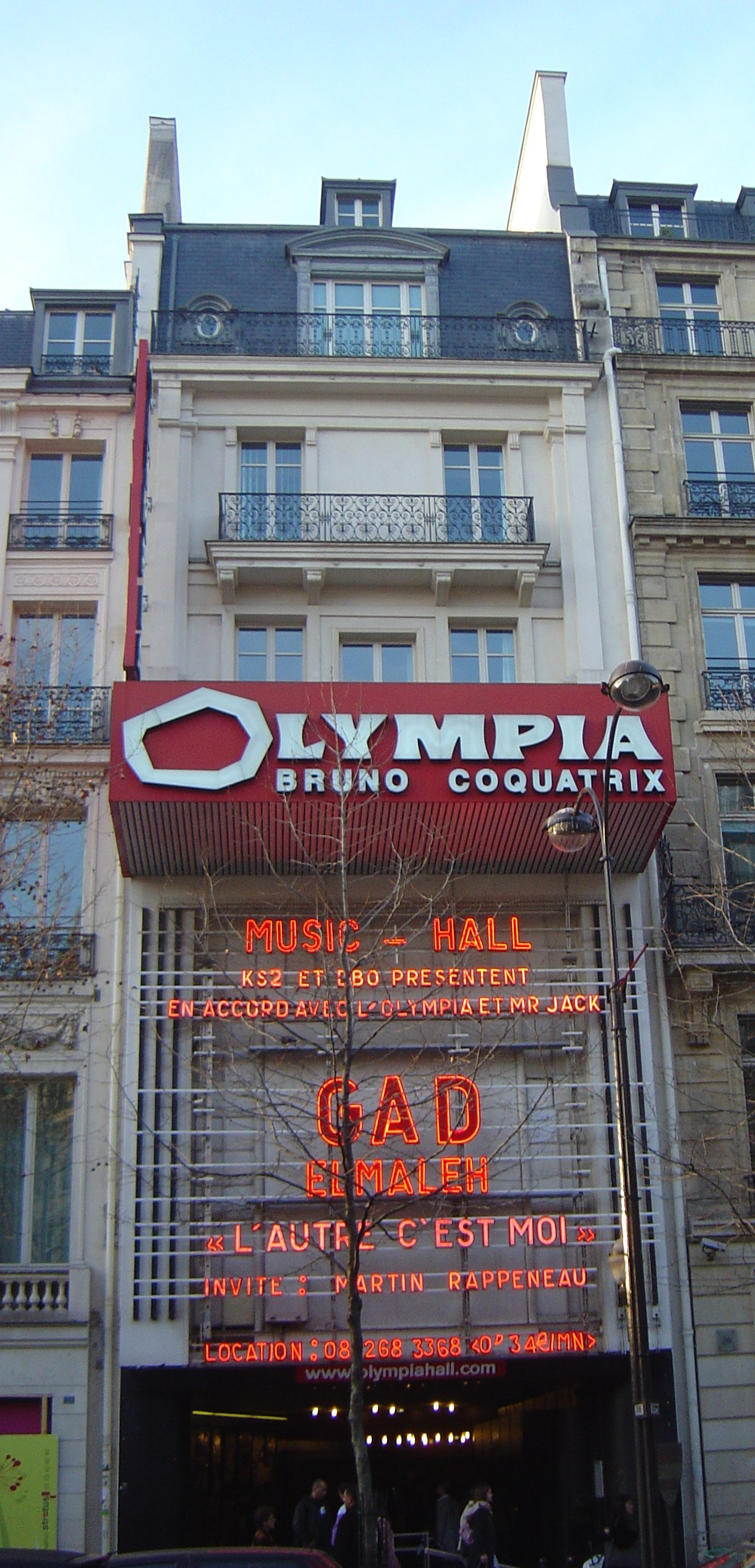
Paryska Olympia

Założona w 1888 przez Josepha Ollera, twórcę Moulin Rouge, jest najstarszym music-hallem Paryża. Została otwarta w 1889 jako „Montagnes Russes”, a obecną nazwę nosi od 1893. Oprócz muzyków gościła artystów cyrkowych, a także balety. Odbywały się w niej również przedstawienia operetkowe. Wskutek zmniejszającej się popularności koncertów gwiazd, od 1929 do 1944 sala Olympii służyła jako kino.
W 1945 została ponownie otwarta jako sala music-hallowa. Wstęp był wolny dla żołnierzy alianckich w mundurach. Spektakle rozpoczynały się od czterech hymnów państwowych, a kończyły kankanem. W późniejszych czasach była znów salą kinową, aż do przywrócenia jej świetności przez nowego właściciela Bruno Coquatrixa w lutym 1954. Coquatrix sprowadzał do sali Olympii zarówno największe gwiazdy muzyki rozrywkowej, jak i obiecujących artystów, którzy dzięki temu mieli okazję dać poznać się publiczności i krytykom. Po śmierci Coquatrixa w 1979 Olympia zaczęła tracić na znaczeniu i groziła jej rozbiórka (miejsce miało być przeznaczone na parking), ale 7 stycznia 1993 francuski minister kultury Jack Lang wydał zarządzenie o zachowaniu Olympii. Po dwóch latach renowacji Olympia odzyskała oryginalną fasadę, a także słynne czerwone wnętrza.
Édith Piaf dała w Olympii serię słynnych recitali od stycznia 1955 do października 1962. Koncert Jacques’a Brela z 1961 jest dostępny na płytach kompaktowych.
Olympia gościła takich artystów, jak Francuzi Édith Piaf, Mireille Mathieu, Dalida, Alizée, Salvatore Adamo, Grégory Lemarchal, Charles Aznavour, Juliette Gréco, Joe Dassin, Gilbert Bécaud i Johnny Hallyday, a także światowe gwiazdy: Madonna, Jimi Hendrix, Black Sabbath, The Beatles, Julio Iglesias, Ałła Pugaczowa, Jason Mraz, David Gilmour, Amália Rodrigues, Bülent Ersoy, Can, Céline Dion, Diana Krall, Dir en grey, Fairuz, Jeff Buckley, Judy Garland, Led Zeppelin, Luciano Pavarotti, Mariza, Helena Vondráčková, Sabaton, Morrissey, The Shadows, My Bloody Valentine, Nelly Furtado, New Order, Nick Cave, Nina Simone, Patti Smith, Primal Scream, Stevie Nicks, The Eagles, The Cure, The Jackson Five, The Mars Volta, Otis Redding, Red Hot Chili Peppers, The Rolling Stones, Tereza Kesovija, Tony Carreira, Umm Kulsum, Dionne Warwick, The Velvet Underground, Lili Iwanowa, Dave Matthews Band, Justin Timberlake, Taylor Swift. Występowali tam również Polacy: Anna German, Violetta Villas, Ewa Demarczyk, Irena Jarocka, Edyta Geppert, a także zespół Niebiesko-Czarni pod kierownictwem Franciszka Walickiego z takimi wokalistkami i wokalistami jak: Helena Majdaniec, Czesław Wydrzycki, Michaj Burano, Krzysztof Klenczon, Bernard Dornowski oraz Marek Szczepkowski.